# Dschan Mohammed Chan

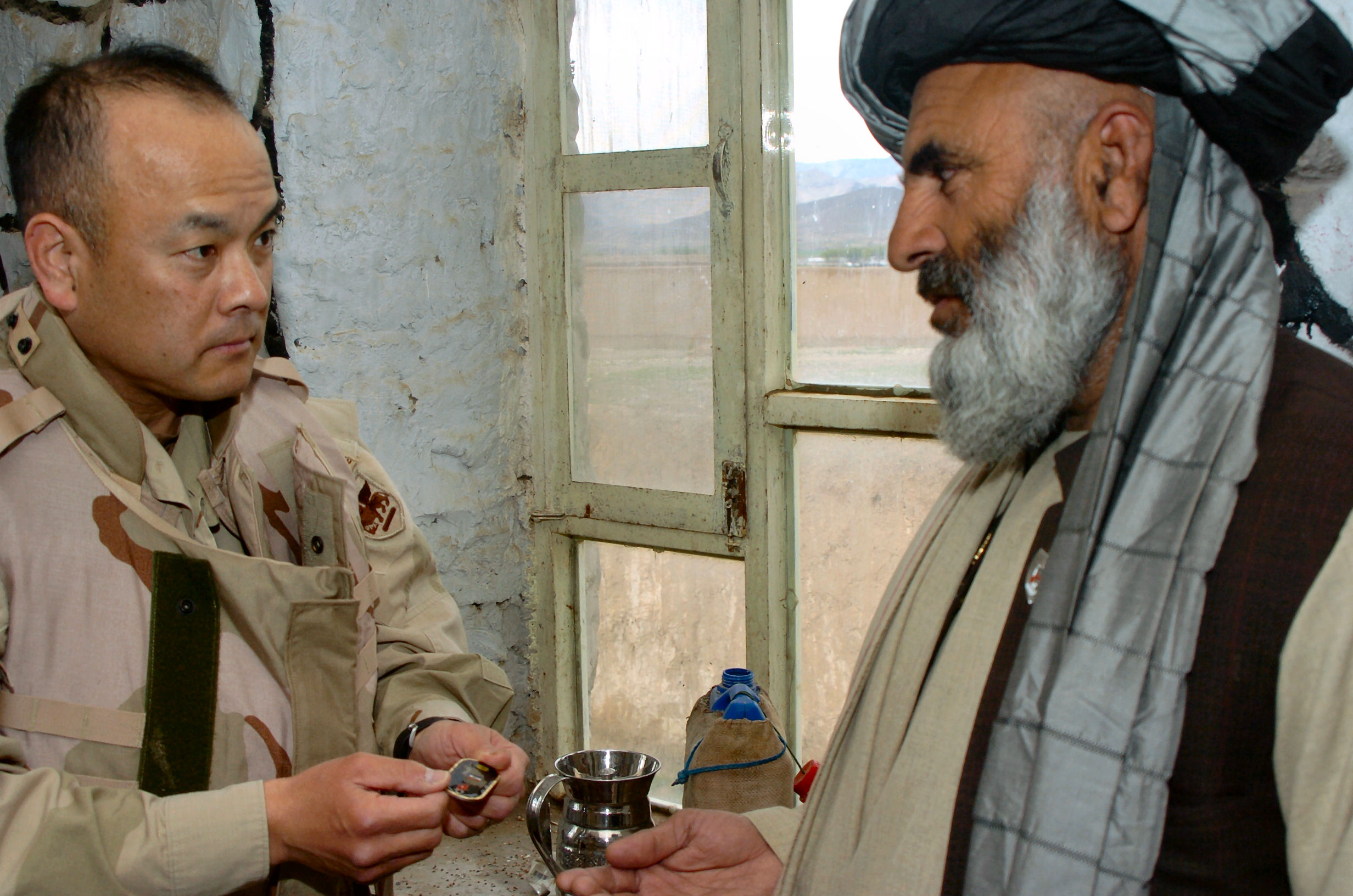
Dschan Mohammed Chan (rechts)

Dschan Mohammed Chan († 17. Juli 2011 in Kabul) war ein afghanischer Politiker. Er galt als enger Berater von Hamid Karzai und war von 2002 bis 2006 Gouverneur der Provinz Urusgan.
Chan war Paschtune und Angehöriger des Popalzai-Stammes. Er war der Anführer einer privaten Miliz, die einen bedeutenden Machtfaktor in Uruzgan darstellte.

## Tod
Am 17. Juli 2011 kam er bei einer mehrstündigen Attacke auf sein Anwesen in Kabul ums Leben. Es waren zwei mit Sprengstoffwesten und Schusswaffen ausgerüstete Männer beteiligt. Die Taliban übernahmen dafür die Verantwortung. Der Angriff erfolgte am Tag der Übergabe („Transition“) der Sicherheitsverantwortung von der ISAF an die Regierung in Kabul. Außer Chan starben bei dem Anschlag der Abgeordnete Mohammed Aschim Watanwal, ein Mitglied der afghanischen Anti-Terror-Einheit und beide Attentäter.